# 25 février 1982
Le jeudi 25 février 1982 est le 56e jour de l'année 1982.

## Naissances
- Anton Voltchenkov, joueur de hockey sur glace russe
- Bert McCracken, musicien américain
- Chris Baird, joueur de football britannique
- David García Santana, joueur de football espagnol
- Flavia Pennetta, joueuse de tennis italienne
- Guðmundur Arnar Guðmundsson, réalisateur, scénariste et producteur islandais
- Hérita Ilunga, joueur de football congolais
- Hervé Touré, joueur de basket-ball français
- Kan Mi Youn, chanteuse sud-coréenne
- Kimberly Caldwell, actrice américaine
- Kristín Þóra Haraldsdóttir, actrice et musicienne islandaise
- Lars Kaufmann, joueur de hand-ball allemand
- Maria Kanellis, catcheuse, mannequin et chanteuse américaine
- Masae Ōtani, chanteuse japonaise
- Meral Polat, actrice, dramaturge et chanteuse turco-néerlandaise
- Olivia Merilahti, musicienne franco-finlandaise
- Pablo Aragüés, réalisateur, scénariste, monteur et producteur espagnol
- Pan Xiaoting, joueuse chinoise de billard
- Rocco Placentino, joueur de football canadien
- Steve Olfers, joueur de football néerlandais

## Décès
- Étienne Légitimus (né le 30 avril 1903), journaliste français
- Chao Yuen Ren (né le 3 novembre 1892), américain d'origine chinoise, linguiste et compositeur amateur
- Christian Schad (né le 21 août 1894), peintre allemand
- Hans-Joachim von Merkatz (né le 7 juillet 1905), personnalité politique allemande
- Ilse Fehling (née le 25 avril 1896), Costumière et sculptrice allemande (1896-1982)
- Pedro Solé (né le 7 mai 1905), joueur de football espagnol
- René Ferracci (né le 27 novembre 1927), directeur artistique et affichiste français
- Walter Kaiser (né le 2 novembre 1907), footballeur allemand

## Événements
- Création de la ville de Boa Vista do Ramos au Brésil
- Sortie du film La Montagne magique
- Sortie du film américain Le Prince de New York
- Publication du roman Le Printemps d'Helliconia de Brian Aldiss
- Sortie de l'album Mountain Music du groupe Alabama
- Sortie du film américain Polyester
- Début de la tournée The Beast on the Road d'Iron Maiden
- Sortie du film américain UltraVixens
- Sortie du film américain Un justicier dans la ville 2